# 胶体体
胶体体（英語：colloidosome），是一种壳由凝结的或密封的胶体粒子构成的微胶囊。通过改变胶体粒子的尺寸或密封程度，能控制壳的渗透性。